# LOL (^^,)
 (décembre 2015).
Si vous disposez d'ouvrages ou d'articles de référence ou si vous connaissez des sites web de qualité traitant du thème abordé ici, merci de compléter l'article en donnant les références utiles à sa vérifiabilité et en les liant à la section « Notes et références ».
Albums de Basshunter
The Old Shit
(2006) Now You're Gone: The Album
(2008)
Singles
1. Boten Anna
Sortie : 2006
2. Vi sitter i Ventrilo och spelar DotA
Sortie : 2006
3. Vifta med händerna
Sortie : 2006
4. Hallå där
Sortie : 2006
5. Jingle Bells
Sortie : 2006
6. Now You're Gone
Sortie : 2007

LOL <(^^,)> est le troisième album du DJ suédois Basshunter, sorti le 1er septembre 2006. L'édition internationale a été publiée le 22 décembre 2006, avec les mêmes chansons que l'album original, mais traduites en anglais dans un ordre différent et avec des pistes bonus et un remix de Jingle Bells. La chanson Sverige a été enlevée de l'édition internationale.

## Liste des pistes
| 1.  | Vi sitter i Ventrilo och spelar DotA                      | 3:22 |
| 2.  | Boten Anna                                                | 3:29 |
| 3.  | Strand Tylösand                                           | 3:17 |
| 4.  | Sverige                                                   | 2:58 |
| 5.  | Hallå där                                                 | 2:38 |
| 6.  | Mellan oss två                                            | 3:58 |
| 7.  | Var är jag                                                | 4:01 |
| 8.  | Utan stjärnorna                                           | 3:51 |
| 9.  | Festfolk [2006 Remix]                                     | 4:01 |
| 10. | Vifta med händerna [Basshunter Remix] (Patrik och Lillen) | 3:11 |
| 11. | Professional Party People                                 | 3:09 |
| 12. | Basscreator                                               | 5:25 |
| 13. | Boten Anna [Instrumental]                                 | 3:20 |
| 14. | Vi sitter i Ventrilo och spelar DotA [Extended Version]   | 7:45 |

| 1.  | Now You're Gone (Radio Edit)[A]                                   | 3:29 |
| 2.  | DotA (Radio Edit)                                                 | 3:21 |
| 3.  | Boten Anna (Radio Edit)                                           | 3:29 |
| 4.  | I'm Your Basscreator                                              | 5:24 |
| 5.  | Russian Privjet                                                   | 4:07 |
| 6.  | Professional Party People                                         | 3:09 |
| 7.  | GPS                                                               | 4:00 |
| 8.  | Hello There                                                       | 2:40 |
| 9.  | We Are the Waccos                                                 | 3:58 |
| 10. | The Beat                                                          | 3:35 |
| 11. | Without Stars                                                     | 3:50 |
| 12. | Throw Your Hands Up (Basshunter Remix) (Patrik and the Small Guy) | 3:10 |
| 13. | Strand Tylösand                                                   | 3:17 |
| 14. | Between the Two of Us                                             | 3:58 |
| 15. | Boten Anna (Instrumental)                                         | 3:20 |
| 16. | DotA (Club Mix)                                                   | 5:44 |
| 17. | Jingle Bells                                                      | 2:46 |
| 18. | Beer in the Bar[A]                                                | 3:51 |

- A ^ - Digital Bonus Tracks.

| 1.  | Now You're Gone (Radio Edit) [feat. DJ Mental Theo's Bazzheads]  | 2:39 |
| 2.  | DotA (Radio Edit)                                                | 3:21 |
| 3.  | I'm Your Basscreator                                             | 5:24 |
| 4.  | Russia Privjet                                                   | 4:07 |
| 5.  | Professional Party People                                        | 3:09 |
| 6.  | GPS                                                              | 4:00 |
| 7.  | Hello There                                                      | 2:40 |
| 8.  | We Are the Waccos                                                | 3:58 |
| 9.  | The Beat                                                         | 3:35 |
| 10. | Without Stars                                                    | 3:50 |
| 11. | Throw Your Hands Up (BassHunter Remix)                           | 3:10 |
| 12. | Strand Tylösand                                                  | 3:17 |
| 13. | Between the Two of Us                                            | 3:58 |
| 14. | Boten Anna                                                       | 3:27 |
| 15. | Boten Anna [German Version]                                      | 3:29 |
| 16. | Now You're Gone [feat. DJ Mental Theo's Bazzheads] [Bonus Video] | 2:40 |
| 17. | Boten Anna [Bonus Video]                                         | 3:30 |
| 18. | DotA [Bonus Video]                                               | 2:58 |

## Classements
| Classement (2006-2008)             | Meilleure position |
| ---------------------------------- | ------------------ |
| Danemark Top 40                    | 3                  |
| Finlande Top 40                    | 4                  |
| Norvège Top 40                     | 19                 |
| Pays-Bas Top 100                   | 66                 |
| Suède Top 60                       | 5                  |
| Autriche Top 75                    | 12                 |
| États-Unis Dance/Electronic Albums | 24                 |
| France Top 150                     | 51                 |

| Classement (2006)    | Position |
| -------------------- | -------- |
| Danemark Tracklisten | 26       |

| Région                                                                                                 | Certification | Ventes/Streams |
| --- | ------------- | -------------- |
| Danemark (IFPI)                                                                                        | 2 × Platine   | 40 000         |
| Finlande (IFPI)                                                                                        | Platine       | 33 365         |
| *Ventes selon la certification ^Mise en rayon selon la certification xNon précisé par la certification |               |                |